# Trosaån
Trosaån är en å som rinner från sjön Sillen till Östersjön i Trosa kommun i sydöstra Södermanland. Ån rinner igenom Vagnhärad och mynnar ut i Trosa.

## Bildgalleri

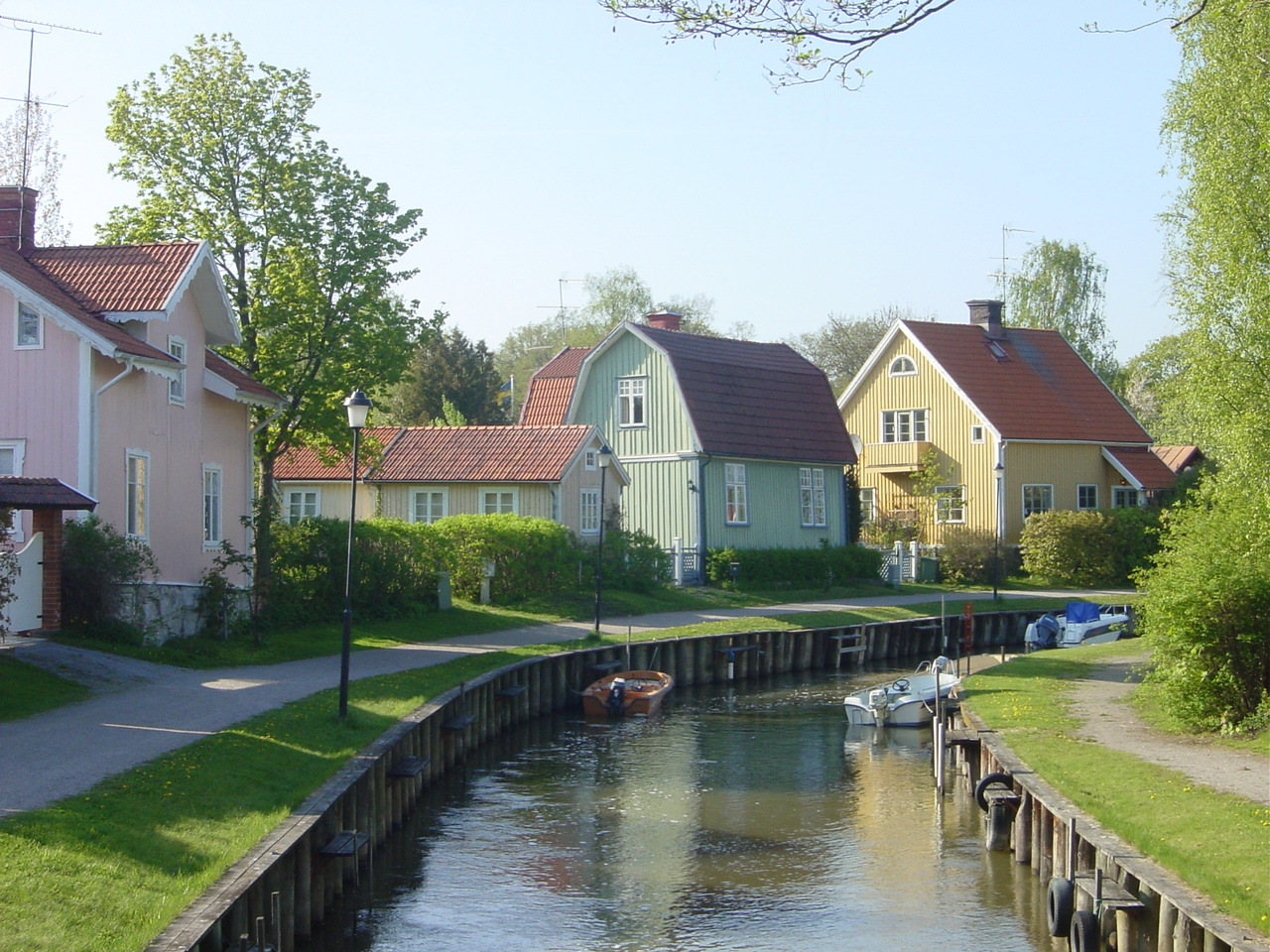
Trosa
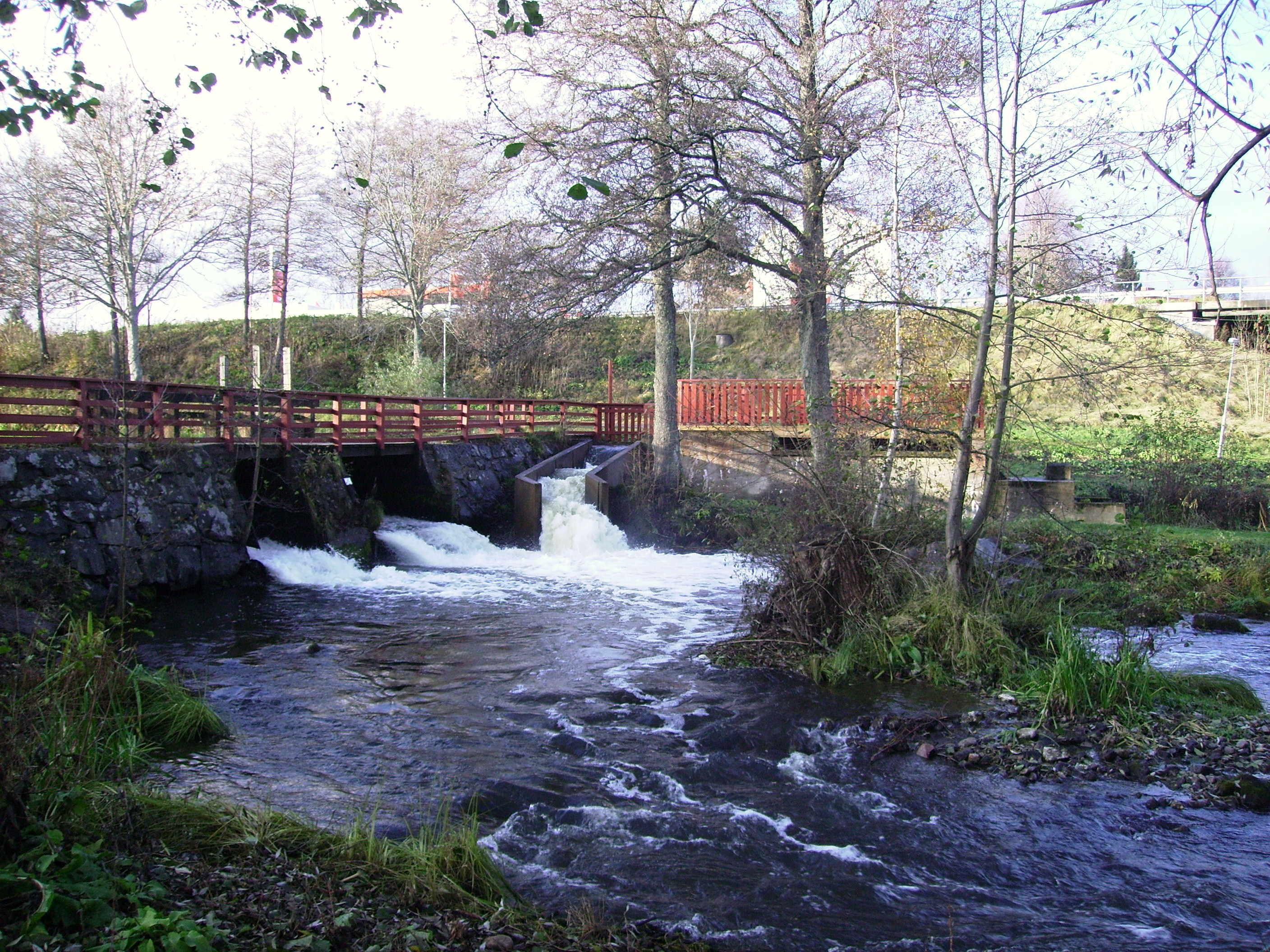
Vagnhärad
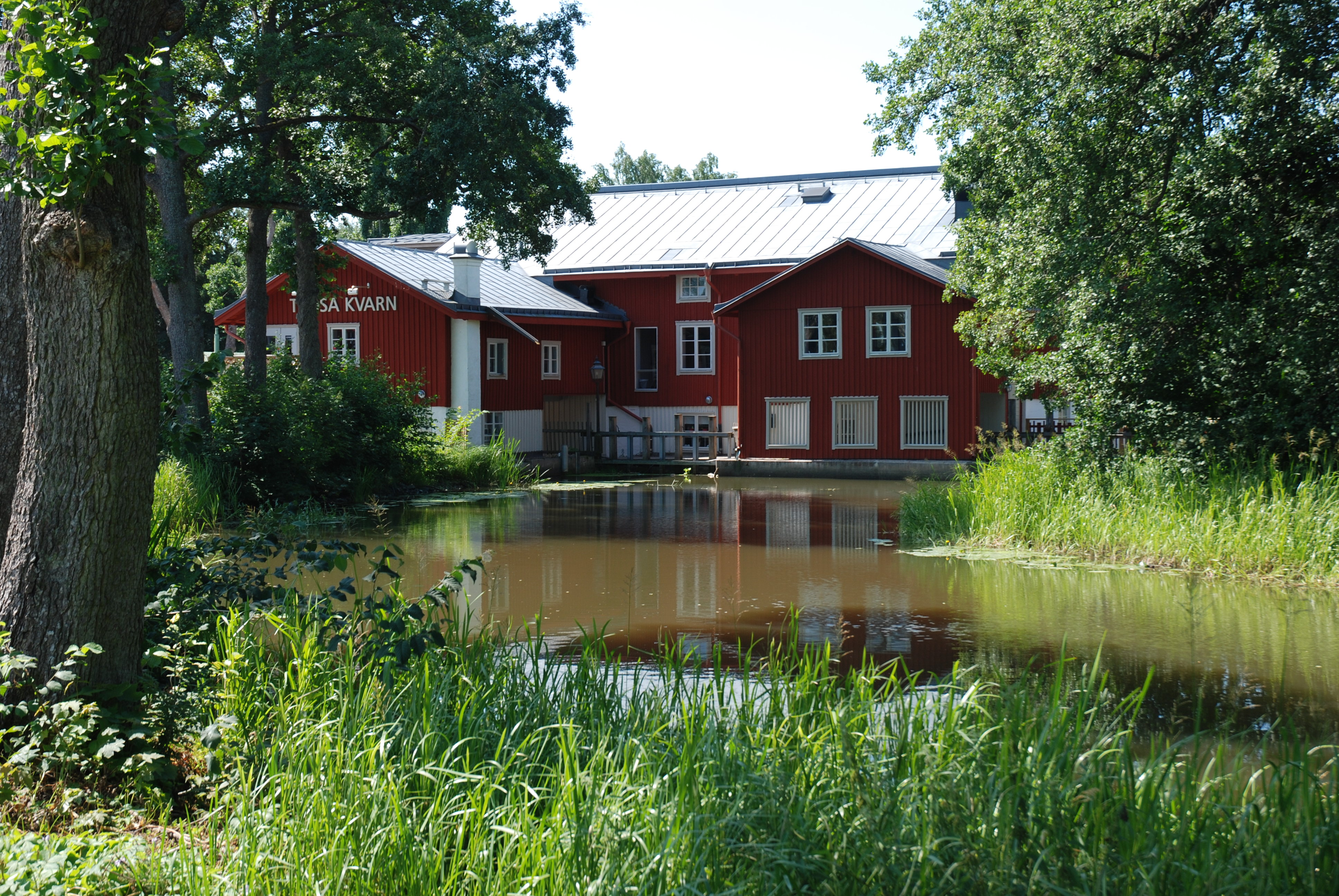
Trosa kvarn
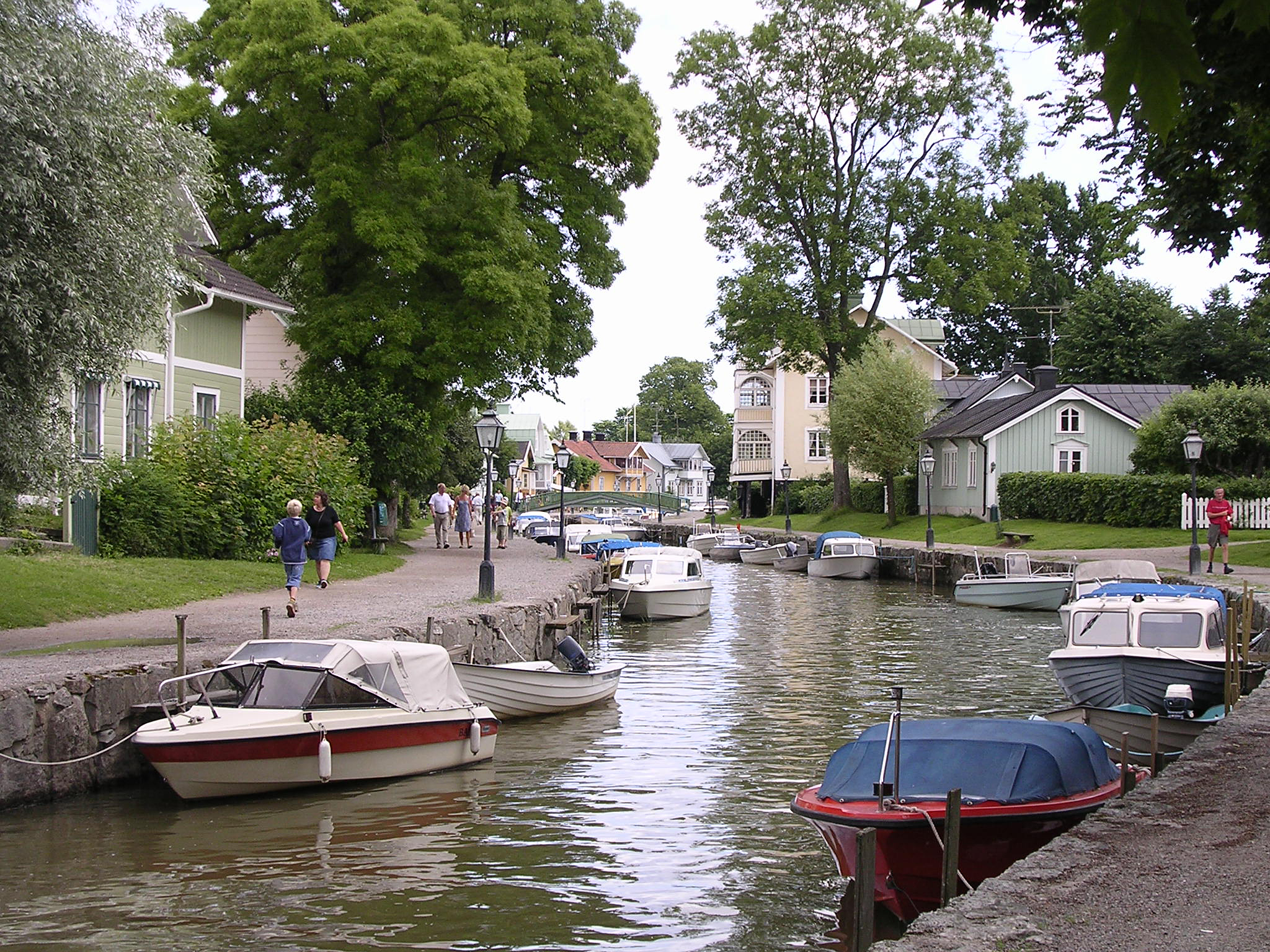
Trosaån i juli